# 桑塔格 (密西西比州)
桑塔格（英語：Sontag）是位於美國密西西比州勞倫斯縣的非建制地區。當地於1900年時有25人。

## 地理
桑塔格所處的海拔為高於海平面79米（即259英呎），而該地所採用的時區為UTC-6，即北美中部時區（CST）。同時該地設有夏令時間，為UTC-6調快一小時，即UTC-5（CDT）。